# Wouter Achterberg
Wouter Achterberg (Kerkwijk, 1941 - 16 juni 2002) was een Nederlandse hoogleraar in de humanistische wijsbegeerte.
Achterberg was als universitair hoofddocent werkzaam aan de Universiteit van Amsterdam bij de vakgroep Praktische Wijsbegeerte. Hij hield zich vooral bezig met milieufilosofie, politieke filosofie en ethiek. Hij promoveerde in 1986 aan de Universiteit van Amsterdam op een proefschrift over de ecologische ethiek. Ook was hij vanaf 1991 verbonden aan de Landbouwuniversiteit Wageningen als bijzonder hoogleraar in de humanistische wijsbegeerte, in het bijzonder met betrekking tot de relatie tussen mens en natuur.
In april 2013 is voor het eerst de Wouter Achterberg-scriptieprijs uitgereikt. De Wouter Achterberg-scriptieprijs is een prijs voor de beste scriptie op het gebied van de milieu-ethiek, uit Nederland of Vlaanderen.